# Silence of another kind
Silence of another kind is een studioalbum van Paatos. Het is opgenomen in de Green Genie geluidsstudio in Stockholm.  Het was hun tweede album voor het Duitse platenlabel InsideOut Music, gespecialiseerd in progressieve rock. Na dit album werd het enige tijd stil rond de band, er volgden wisselingen in het personeel.
De cd-hoes kwam in de vorm van een passe-partout.
De meningen over dit album op de fora Progarchives, Progwereld en Dutch Progressive Rock Pages Waren wisselend van karakter.

## Musici
- Petronella Nettermalm – zang, cello
- Peter Nylander – gitaar, zang
- Stefan Dimle – basgitaar
- Johan Wallén – toetsinstrumenten, bas, zang
- Ricard Nettermalm – slagwerk, zang

Met
- Anders Nygårds – viool en altviool
- Jonas Wall – baritonsaxofoon

## Muziek
Alles door Paatos

| Nr. | Titel                     | Duur |
| --- | ------------------------- | ---- |
| 1.  | Shame                     | 4:32 |
| 2.  | Your misery               | 5:06 |
| 3.  | Falling                   | 5:10 |
| 4.  | Still standing            | 6:10 |
| 5.  | Is that all?              | 6:49 |
| 6.  | Procession of fools       | 0:34 |
| 7.  | There will be no miracles | 3:37 |
| 8.  | Not a sound               | 7:25 |
| 9.  | Silence of another kind   | 2:42 |